# Sonja Faber-Schrecklein

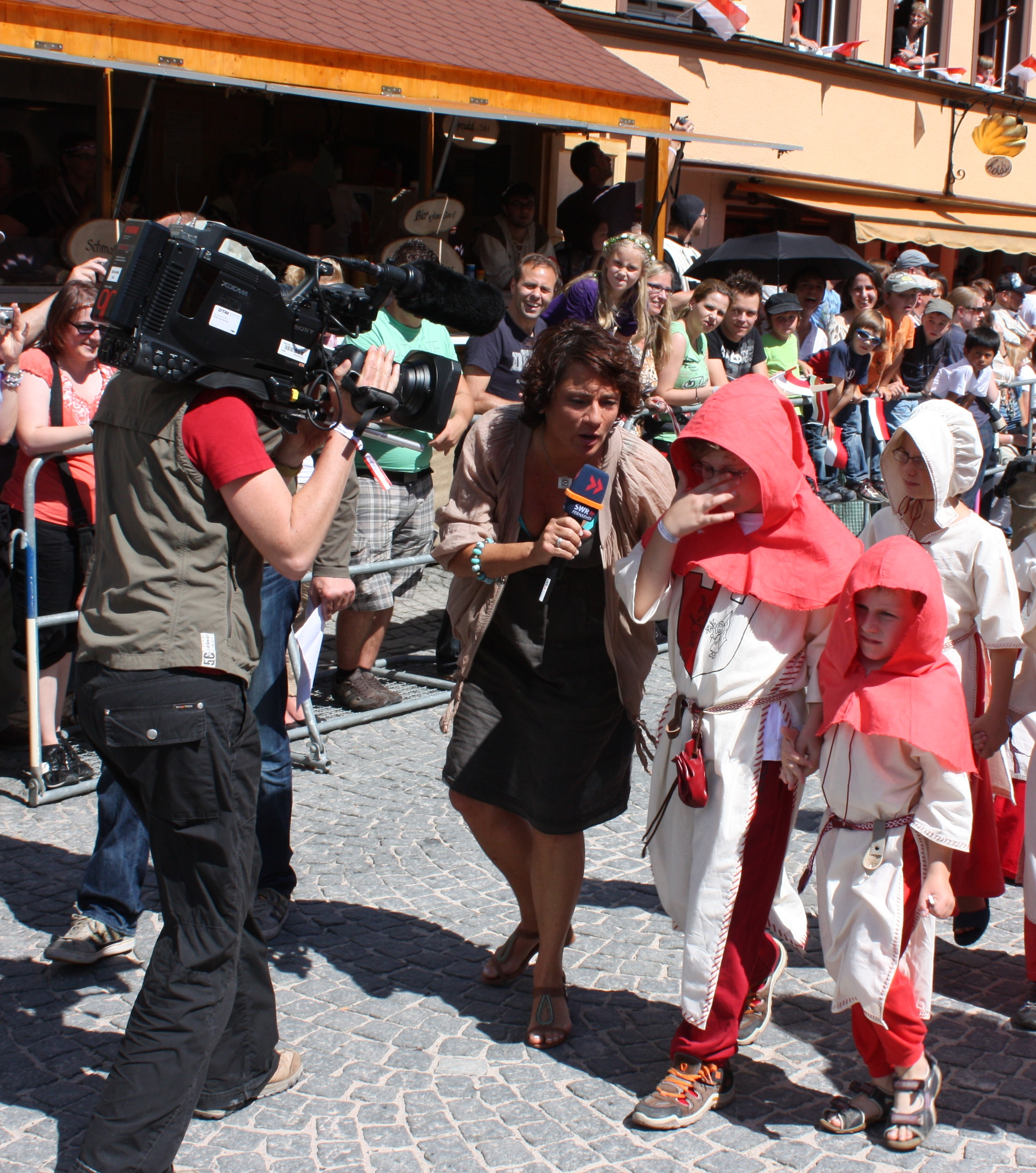
Sonja Faber-Schrecklein 2012 in Schwäbisch Gmünd

Sonja Faber-Schrecklein (* 10. November 1965 in Stuttgart als Sonja Zumpfe) ist eine deutsche Journalistin und Moderatorin.

## Beruflicher Werdegang
Faber-Schrecklein wuchs in Neuhausen auf den Fildern und Esslingen am Neckar auf. Nach ihrem Abitur am Mörike-Gymnasium in Esslingen begann sie ihre journalistische Karriere bei der Eßlinger Zeitung. Nach einem Volontariat schrieb sie dort als Redakteurin für verschiedene Redaktionen. Bald wechselte sie zu einem privaten Radiosender in Esslingen, um dort als Rundfunkredakteurin tätig zu sein. 1991 begann ihre Arbeit für das SWR Fernsehen. Sonja Schrecklein arbeitete fortan für die Nachrichtensendung Abendschau (seit 1994 die heutige Landesschau Baden-Württemberg) im Dritten. Dort wurde sie mit dem Landesschau-Mobil bekannt.
Im Sendeformat Treffpunkt berichtet Schrecklein u. a. als Straßenreporterin bei zahlreichen Live-Übertragungen, wie zum Beispiel bei Fasnetsumzügen. In ihrer Laufbahn beim SWR moderierte sie u. a. die Musiksendung Mundart & Musik gemeinsam mit Uwe Hübner und den Fröhlichen Feierabend, erst mit Tony Marshall, anschließend mit Hansy Vogt. Die Moderation des Sonderformats Das Sommerfest der Volksmusik oblag ihr ebenfalls.

## Privatleben
Sie war von Juni 1991 bis 2008 mit Thomas Schrecklein verheiratet. Nach der Trennung heiratete sie im April 2011 Klaus-Jochen Faber. Sie lebt in Esslingen.
Neben ihrer Tätigkeit beim SWR ist Schrecklein Stiftungsvorstand der Deutschen Kinderkrebsnachsorge – Stiftung für das chronisch kranke Kind. Die Stiftung ist Mitgesellschafterin der Nachsorgeklinik Tannheim im Schwarzwald und engagiert sich für Familien mit chronisch kranken Kindern.

## Ehrungen
- Am 5. Mai 2001 wurde sie im Schloss in Ludwigsburg mit der Verdienstmedaille des Landes Baden-Württemberg ausgezeichnet.[4]
- Am 22. Juni 2015 wurde ihr im Neuen Schloss zu Stuttgart das Bundesverdienstkreuz am Bande überreicht.[5]